# Акйол, Тюркан
Тюркан Акйол (тур. Türkân Akyol; 12 октября 1928 — 7 сентября 2017) — турецкий политик, врач и учёный. Она стала первой турецкой женщиной-министром правительства и первой женщиной-ректором университета в Турции.

## Ранние годы
Тюркан Акйол родилась 12 октября 1928 года в Стамбуле. Она получала начальное образование в разных городах Турции, поскольку её отец был штабным офицером. В 1947 году окончила школу для девочек Эренкёй в Стамбуле.

## Карьера учёного и политика
Акйол получила медицинское образование в университете Анкары, окончила его в 1953 году. Она стала врачом-пульмонологом и продолжила академическую карьеру в своей альма-матер. В 1965 году стала доцентом, а в 1970 году — профессором. Между 1959 и 1965 годами Акйол проводила научные исследования в Соединённых Штатах, Франции и Нидерландах.
25 марта 1971 года она была назначена министром здравоохранения и социального обеспечения в кабинете Нихата Эрима, став таким образом первой женщиной-министром правительства Турции. 13 декабря того же года она ушла в отставку со своего поста и вернулась в университет.
В 1980 году Акйол была избрана ректором университета Анкары, став первой женщиной-ректором Турции. Она проработала на этой должности до 1982 года, после чего уволилась из-за разногласий с Советом высшего образования. Айкол преподавала в университете до 1983 года, когда Эрдал Инёню предложил ей стать соучредителем Социал-демократической партии (SODEP, позже Социал-демократическая народная партия). Акйол стала заместителем председателя партии.
Тюркан Акйол вошла в парламент в качестве депутата от провинции Измир после всеобщих выборов 1987 года. Она вернулась к преподавательской деятельности после окончания срока работы в парламенте в 1991 году. В 1992 году она была назначена министром по делам женщин и семьи в коалиционном правительстве Сулеймана Демиреля. В 1993 году она была снова назначена министром в кабинете Тансу Чиллер, первой турецкой женщины премьер-министра.

## Память
Её имя носит больница в городе Бурса.